# UFC on FOX 6
UFC on FOX 6: Johnson vs. Dodson（ユーエフシー・オン・フォックス・シックス：ジョンソン・バーサス・ドッドソン）は、アメリカ合衆国の総合格闘技団体「UFC」の大会の一つ。2013年1月26日、イリノイ州シカゴのユナイテッド・センターで開催された。

## 大会概要
本大会ではデメトリアス・ジョンソンとジョン・ドッドソンによるUFC世界フライ級タイトルマッチが組まれた。

### カード変更
負傷などによるカードの変更は以下の通り。
- マグナス・セデンブラド → ショーン・スペンサー（第2試合）

- バディ・ロバーツ vs. マイケル・カイパー → ロバーツの疾病により中止

- マイケル・カイパー vs. ジョシュ・ジャノウセク → ジャノウセクの負傷により中止

## 試合結果

### アーリープレリム
第1試合 ウェルター級ワンマッチ 5分3R
○  デビッド・ミッチェル vs.  シメオン・ソーレンセン ×
3R終了 判定3-0（30-27、30-27、30-27）

### プレリミナリーカード
第2試合 ミドル級ワンマッチ 5分3R
○  ハファエル・ナタル vs.  ショーン・スペンサー ×
3R 2:13 肩固め
第3試合 ヘビー級ワンマッチ 5分3R
○  ショーン・ジョーダン vs.  マイク・ルソー ×
2R 3:48 TKO（パウンド）
第4試合 ライトヘビー級ワンマッチ 5分3R
○  ライアン・ベイダー vs.  ウラジミール・マティシェンコ ×
1R 0:50 ギロチンチョーク
第5試合 ウェルター級ワンマッチ 5分3R
○  パスカル・クラウス vs.  マイク・スタンプ ×
3R終了 判定3-0（30-27、30-27、30-27）
第6試合 フェザー級ワンマッチ 5分3R
○  クレイ・グイダ vs.  日沖発 ×
3R終了 判定2-1（28-29、30-27、29-28）
第7試合 ライト級ワンマッチ 5分3R
○  TJ・グラント vs.  マット・ワイマン ×
1R 4:51 KO（肘打ち→パウンド）

### メインカード
第8試合 フェザー級ワンマッチ 5分3R
○  リカルド・ラマス vs.  エリック・コク ×
2R 2:32 TKO（グラウンドの肘打ち）
第9試合 ライト級ワンマッチ 5分3R
○  アンソニー・ペティス vs.  ドナルド・セラーニ ×
1R 2:35 KO（左ミドルキック）
第10試合 ライトヘビー級ワンマッチ 5分3R
○  グローバー・テイシェイラ vs.  クイントン・"ランペイジ"・ジャクソン ×
3R終了 判定3-0（30-27、30-27、29-28）
第11試合 UFC世界フライ級タイトルマッチ 5分5R
○  デメトリアス・ジョンソン vs.  ジョン・ドッドソン ×
5R終了 判定3-0（49-46、48-47、48-47）
※ジョンソンが初防衛に成功。

### 各賞
ファイト・オブ・ザ・ナイト： デメトリアス・ジョンソン vs. ジョン・ドッドソン
ノックアウト・オブ・ザ・ナイト： アンソニー・ペティス
サブミッション・オブ・ザ・ナイト： ライアン・ベイダー
各選手にはボーナスとして5万ドルが支給された。